# Orange S.A.
Orange S.A. (antigament coneguda com a France Télécom S.A.) és la principal companyia de telecomunicacions a França, la tercera més gran d'Europa i una de les més grans del món. Ocupa 180.000 persones (la meitat fora de França) i té 192,7 milions de clients arreu del món (2010). El 2008 el grup va tenir uns beneficis de 53,5 mil milions d'euros. La seva seu és a la plaça d'Alleray al 15è districte de París i el seu CEO és Stéphane Richard.

## Història

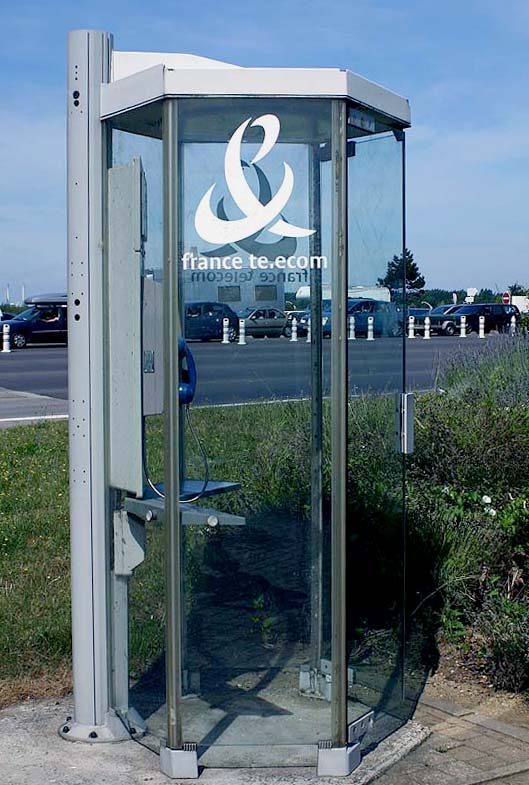
Una cabina pública de France Télécom

El 1988, France Télécom era coneguda com a Direction Générale des Télécommunications, una divisió del Ministeri de Correus i Telecomunicacions. La companyia va ser privatitzada el 1990, i va deixar de ser un monopoli de l'estat l'1 de gener de 1998.
El 2000, France Télécom compra l'operador de mòbils anglès Orange i llança la marca a Amèrica (a la República Dominicana) mitjançant France Telecom Dominicana. Després canvia el seu nom a Orange Dominicana S.A. i es posiciona com el segon operador mòbil i l'únic amb tecnologia GSM/GPRS.
El 2004, France Télécom va ser amonestada amb una multa d'un bilió d'euros per infringir les regles que obligaven a la companyia a deixar de ser un monopoli. L'agost del 2005, France Télécom va adquirir el 80% de la companyia espanyola de telefonia mòbil Amena al Grup Auna.
El juny de 2006 France Télécom España va absorbir Arxivat 2008-01-20 a Wayback Machine. les seves filials "France Telecom Operadores de Telecomunicaciones, S. A.", "Retevisión Mòbil, S. A.", "El rincón del vago, S. L. Sociedad unipersonal", "Grupo amena móvil telecomunicaciones, S. L. Sociedad unipersonal" i "Multimedia cable, S. A. Sociedad unipersonal"..
El juny de 2007 France Télécom va adquirir Ya.com, el tercer proveïdor d'Internet d'Espanya en nombre de clients. L'1 de juliol de 2013, la companyia a través de la compra de l'operadora britànica Orange, France Telecom S.A. es va convertir en Orange S.A..

## El cas dels suïcidis a France Télécom
Els suïcidis de diversos treballadors de France Télécom han disparat l'alarma social sobre les condicions de treball i explotació en l'empresa francesa. En menys de dos anys s'han suïcidat 25 empleats de la multinacional. Entre 2006 i 2008 l'empresa ha acomiadat a 22.000 empleats. Les condicions d'estrès i exposició al risc han causat nombroses depressions, algunes de les quals no han trobat una altra sortida que la mort. En una carta de comiat d'un dels suïcides aquest atribuïa la seva elecció directament a les condicions de treball en France Télécom.

## Subsidiàries
France Télécom operava a través de diverses divisions, com Wanadoo (el primer proveïdor d'Internet a França, segon a Europa), Orange (primera companyia de telefonia mòbil a França) i Equant. France Télécom ha deixat d'utilitzar les marques Equant i Wanadoo, reunificant-les a Orange l'any 2006. L'estiu del 2003, France Télécom va vendre la majoria de les seves accions (un 48%, n'hi queda un 2% el 2010) de Telecom Argentina, que havia posat en marxa amb Telecom Italia – que també es vol desfer de la seva participació-, a la família argentina Werthein. També va vendre CTE Salvador. France Télécom és present als Estats Units.